# تشاکوف (ناحیه چسکه بودیوویتسه)
تشاکوف (به چکی: Čakov) یک منطقهٔ مسکونی در جمهوری چک است که در شهرستان چسکه بودیوویتسه واقع شده‌است. تشاکوف ۹٫۰۲ کیلومتر مربع مساحت و ۲۶۳ نفر جمعیت دارد و ۴۵۰ متر بالاتر از سطح دریا واقع شده‌است.